# Borka Dragojević-Josifovska
Borka Dragojević-Josifovska (srbsko Борка Драгојевић-Јосифовска), bosansko-srbska arheologinja, muzealka, numizmatičarka in filologinja, * 1910, Gornja Srbica, Avstro-Ogrska, † 2004, Skopje, Severna Makedonija.
Delovala je najprej kot kustosinja v Makedonskem arheološkem muzeju, nato pa kot predavateljica klasične filologije na Univerzi sv. Cirila in Metoda v Skopju. Njeno glavno strokovno področje je bilo klasična arheologija na ozemlju Severne Makedonije.

## Življenjepis
Rodila se je v srbski vasi Gornja Srbica, takrat del Avstro-Ogrske. Leta 1934 je diplomirala iz klasične filologije in arheologije na Filozofski fakulteti v Beogradu. Po drugi svetovni vojni je do leta 1958 delala kot kustosinja v Makedonskem arheološkem muzeju, kjer je med drugim kurirala muzejski lapidarij.
Nato je postala predavateljica latinščine na oddelku za klasično filologijo Univerze sv. Cirila in Metoda v Skopju, kjer je delovala do leta 1976. Leta 1969 je napredovala do položaja višje predavateljice in leta 1974 do docentke. Umrla je leta 2004 v Skopju.

## Delo
Opravljala je arheološke raziskave na več najdiščih na ozemlju današnje Severne Makedonije, med drugim Isar Marvinci, Dračevo, Živojno, Stobi in Scupi. Na najdišču Isar Marvinci je vodila prva izkopavanja, ki so odkrila tempelj, akvadukt in nagrobni spomenik z upodobljenim vojakom, ki drži makedonski ščit. Preučevala je tudi kup 377 numusov iz Petralic, odkritih leta 1950 pri Krivi Palanki.
Souredila je več objav starodavnih inskripcij z ozemlja Jugoslavije in Tabula Imperii Romani. V poročilu o izkopavanju najdišča Gorno Sonje, objavljenem leta 1982, je predstavila pomembne inskripcije s toponimi, povezanimi s plemenom Albanov, objavila pa je tudi napise z nahajališča Konjuh.

## Izbrana dela
- Vodič niz lapidarium (1961)
- Prilog lokalizovanju grada Argosa u Peoniji (1965)
- Inscriptions de la Mésie Supérieure, vol. I (1976)
- Inscriptions de la Mésie Supérieure, vol. VI (1984)
- Depo folesa iz s. Petralice (Makedonija) (1990)